# Jula
Jula je žensko osebno ime.

## Izvor imena
Ime Jula je različica ženskega osebnega imena Julija.

## Pogostost imena
Po podatkih Statističnega urada Republike Slovenije je bilo na dan 31. decembra 2007 v Sloveniji število ženskih oseb z imenom Jula: 12.

## Osebni praznik
Osebe z imenom Jula lahko godujejo takrat kot osebe z imenom Julija.